# Зусман, Алла Вениаминовна
Алла Вениаминовна Зусман (род. 1 февраля 1945, Кишинёв) — молдавский советский и американский инженер, одна из ведущих теоретиков и методистов в области теории решения изобретательских задач (ТРИЗ).

## Биография
В детстве пела в хоре под управлением Е. М. Богдановского. После окончания средней школы в Кишинёве училась на факультете радиоэлектроники в Ленинградском политехническом институте (1961—1967). Работала во Всесоюзном научно-исследовательском институте по разработке неразрушающих методов и средств контроля качества материалов (позже НИИ дефектоскопии АН МССР) в Кишинёве и одновременно закончила двухгодичный общественный институт патентоведения там же. С 1981 года — сотрудница патентного отдела института. В том же году началось сотрудничество А. В. Зусман с переехавшим в Кишинёв Б. Л. Злотиным (ставшим впоследствии её мужем), совместно с которым были изданы несколько книг по теории решения изобретательских задач (ТРИЗ) и организована Кишинёвская школа ТРИЗ (позже фирма «Прогресс»).
Преподавала ТРИЗ в кишинёвском Доме техники, затем во Дворце пионеров. Автор множества методических публикаций для педагогов научных дисциплин в средней школе (ТРИЗ-педагогика), а также в области теории управления и менеджмента.
В 1992 году предприниматель Цион Бар-Тель организовал консалтинговую компанию Ideation International, в которую пригласил Бориса Злотина и Аллу Зусман. Живёт в Детройте, где продолжает научно-методическую работу в области ТРИЗ; с 1992 года директор компании программного обеспечения Ideation International Inc. Была в числе организаторов Международного общества ТРИЗ. Соавтор нескольких инженерных изобретений.
Наибольший научный резонанс получила разработанная Борисом Злотиным и Аллой Зусман «система направленной эволюции», изложенная ими в книге «Directed Evolution: Philosophy, Theory and Practice» (2001, 2004). Среди других разработок — «диверсионный анализ» (метод выявления и прогнозирования аварийных ситуаций и нежелательных явлений).
Сестра — Светлана Вениаминовна Вишнепольская, также активистка тризовского движения и учёный-методист в области ТРИЗ, изобретатель, директор по программному обеспечению Ideation International Inc.

## Книги
- Злотин Б. Л., Зусман А. В. Диверсионный анализ. Кишинёв: МНТЦ «Прогресс», 1984.
- Альтшуллер Г. С., Злотин Б. Л., Зусман А. В., Филатов В. И. Профессия — поиск нового (функционально-стоимостной анализ и ТРИЗ как система выявления резервов экономики). — Кишинёв: Картя молдовеняскэ, 1985. — 195 с. — 4000 экз.
- Злотин Б. Л., Зусман А. В. Использование аппарата ТРИЗ для решения исследовательских задач. — Кишинев: Картя молдовеняскэ, 1985. — 211 с.
- Злотин Б. Л., Зусман А. В. Методические рекомендации по теории решения изобретательских задач (задачник). — Кишинёв: Картя молдовеняскэ, 1986.
- Злотин Б. Л., Зусман А. В. Месяц под звёздами фантазии: Школа развития творческого воображения. — Кишинёв: Лумина, 1988. — 268 с. — 35 000 экз.
- Альтшуллер Г. С., Злотин Б. Л., Зусман А. В. Теория и практика решения изобретательских задач. Методические рекомендации. — Кишинёв: Картя молдовеняскэ, 1989. — 127 с.
- Злотин Б. Л., Зусман А. В. Законы развития и прогнозирование технических систем: Методические рекомендации. — Кишинёв: Картя Молдовеняскэ, 1989. — 114 с.
- Альтшуллер Г. С., Злотин Б. Л., Зусман А. В., Филатов В. И. Поиск новых идей: От озарения к технологии. Теория и практика решения изобретательских задач. — Кишинёв: Картя молдовеняскэ, 1989. — 376 с. — 15 000 экз.[20]
- Злотин Б. Л., Зусман А. В. Приди на полигон. Практикум по теории решения изобретательских задач // Правила игры без правил. Сост. А. Б. Селюцкий. Петрозаводск: Карелия, 1989.
- Злотин Б. Л., Зусман А. В., Каплан Л. А. Закономерности развития коллективов. — Кишинёв: МНТЦ «Прогресс», 1990.
- Злотин Б. Л., Зусман А. В. Изобретатель пришёл на урок: Опыт факультативов по физике и химии. — Кишинёв: Лумина, 1990. — 251 с. — 12 000 экз.[21]
- Злотин Б. С., Зусман А. В. Поиск новых идей в науке. Кишинёв: МНТЦ «Прогресс», 1990[22].
- Злотин Б. Л., Зусман А. В. Приди на полигон. Практикум по теории решения изобретательских задач. Часть II. // Правила игры без правил. В сб. «Как стать еретиком». Ред. А. Б. Селюцкий. Петрозаводск: Карелия, 1991.
- Злотин Б. Л., Зусман А. В. Решение исследовательских задач. — Кишинёв: Картя молдовеняскэ, 1991. — 201 с.
- Злотин Б. Л., Зусман А. В. Методика прогнозирования чрезвычайных ситуаций, вредных и нежелательных явлений. Кишинёв: МНТЦ «Прогресс», 1991[23].
- John Terninko, Alla Zusman, Boris Zlotin. Step-by-step Triz: Creating Innovative Solution Concepts. Responsible Management, Incorporated, 1996.
- John Terninko, Alla Zusman, Boris Zlotin. Innovazione Sistematica Un'introduzione a TRIZ (Teoria per la Soluzione dei Problemi Inventivi). Traduzione italiana di Sergio Lorenzi. Responsible Management, 1996[24].
- J. Terninko, A. Zusman, B. Zlotin. Systematic Innovation: An Introduction to TRIZ (Theory of Inventive Problem Solving). APICS Series on Resource Management. Бока-Ратон: CRC Press, 1998. — 208 p[25].
- John Terninko, Alla Zusman, Boris Zlotin. TRIZ — der Weg zum konkurrenzlosen Erfolgsprodukt: Ideen produzieren, Nischen besetzen, Märkte gewinnen. Moderne Industrie, 1998. — 288 s.
- Злотин Б. Л., Зусман А. В., Каплан Л. А. Теория и практика управления развитием коллективов. М., 1999.
- V. Philatov, B. Zlotin, A. Zusman, G. Altshuller. Tools of Classical TRIZ. Мичиган: Ideation Intl Inc, 1999.
- Svetlana Visnepolschi, Boris Zlotin, Alla Zusman, Stan Kaplan. New Tools for Failure and Risk Analysis: Anticipatory Failure Determination and the Theory of Scenario Structuring. Ideation Intl Inc, 1999.
- Alla Zusman, Boris Zlotin. Directed Evolution: Philosophy, Theory and Practice. Ideation International Inc., 2001, 2004[15].
- Darrell Mann, Simon Dewulf, Boris Zlotin, Alla Zusman. 新版矛盾マトリックス: 技術一般用. Токио: Matrix, 2003[26][27].
- John Terninko, Alla Zusman, Boris Zlotin. 체계적인 이노베이션 (Systematic Innovation, на корейском языке). CRC Press, 2003[28].
- Darrell Mann, Simon Dewulf, Boris Zlotin, Alla Zusman. Matrix 2003: Update der TRIZ Widerspruchsmatrix. Ипр: CREAX Press, 2003.
- Darrell Mann, Simon Dewulf, Boris Zlotin, Alla Zusman. Matrix 2003: Updating the TRIZ Contradiction Matrix. Ипр: CREAX Press, 2003.
- Борис Злотин, Алла Зусман. Воображайте! Школа креативного мышления. Для старшего школьного возраста. М.: ТРИЗ-профи, 2014.
- Boris Zlotin, Alla Zusman, Christian M Thurnes. Directed Evolution: Innovationsmanagement und Technologieentwicklung zukunftsorientiert gestalten mit der Methodik der Directed Evolution zur TRIZ-Vorhersage. Synnovating, 2015.
- Genrich Altsuller. System of Standard Inventive Solution. Translated by Boris Zlotin and Alla Zusman. Michigan: Ideation Intl Inc., 2019.

## Научные публикации
- Зусман А. В., Злотин Б. Л. Творческая педагогика. В «Новые ценности образования», Выпуск 1 (12), с. 21—29. М.: Народное образование, 2003.
- B. Zlotin, A. Zusman. Direct Evolution. In: Encyclopedia of Statistics in Quality and Reliability. John Wiley and Sons, 2008[29].
- Boris Zlotin, Alla Zusman, Frank Hallfell. TRIZ to invent your future utilizing directed evolution methodology. Procedia Engineering. Volume 9, 2011, pp. 126–134[30].
- H. James Harrington,  Frank Voehl, Boris Zlotin, Alla Zusman. The Directed Evolution methodology: A collection of tools, software and methods for creating systemic change. The TQM Journal. 2012. Vol. 24 Iss: 3, pp. 204–217[31].
- Boris Zlotin, Alla Zusman. Inventive Resources. In: Encyclopedia of Creativity, Invention, Innovation and Entrepreneurship. Ed. Elias G. Carayannis. Springer New York, 2013.